# Censo de la República Dominicana de 1950
El Tercer Censo Nacional de Población de la República Dominicana fue levantado el 6 de agosto de 1950, durante la presidencia de Rafael Leónidas Trujillo, tras el Decreto n.º 6091 del 20 de octubre de 1949.
Este censo recabó información respecto la ocupación, edad, sexo, fecundidad, raza, religión, estado civil, nacionalidad, alfabetización, habilidad para sufragar y vivienda.

## Resultados generales

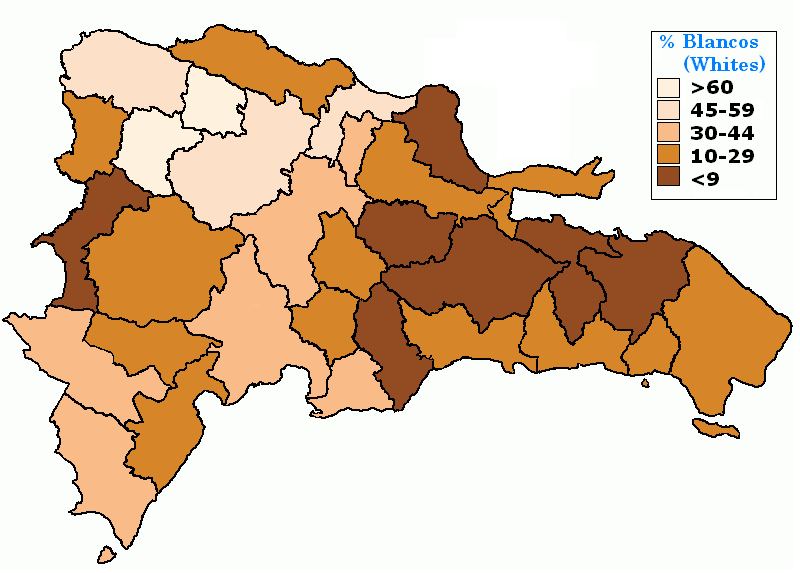
Porcentaje de la población blanca por provincias en la República Dominicana, de acuerdo con datos del censo de 1950

| Población Total | 2.135.872 | 100   |
| Hombres         | 1.070.742 | 50,13 |
| Mujeres         | 1.065.130 | 48,87 |
| Campesinos      |           | 76,20 |
| Urbanitas       |           | 23,80 |

| Población Total   | 2.135.872 | 100,00 |
| Solteros          | 1.432.579 | 67,07  |
| Casados           | 341.887   | 16,01  |
| Viudos            | 44.182    | 2,07   |
| Unidos Libremente | 310.240   | 14,52  |

| Dominicanos  | 2.101.218 | 98,4  |
| Extranjeros  | 34.654    | 1,6   |
| de Haití     | 18.772    | 0,9   |
| de otro país | 15.882    | 0,7   |
| Blancos      | 600.994   | 28,14 |
| Mestizos     | 1.289.285 | 60,36 |
| Negros       | 245.032   | 11,47 |
| Amarillos    | 561       | 0,03  |

| Católica         | 98,25 |
| Protestante      | 1,43  |
| Budista          | 0,00  |
| Israelista [sic] | 0,02  |
| Adventista       | 0,14  |
| otra             | 0,06  |
| ninguna          | 0,09  |
| no declarada     | 0,01  |

| La República | 5,0 |
| Zona Urbana  | 4,1 |
| Zona Rural   | 5,3 |

| Lengua          | Total % | Urbana % | Rural % |
| --------------- | ------- | -------- | ------- |
| Idioma español  | 98.00   | 97.82    | 98.06   |
| Idioma francés  | 1.19    | 0.39     | 1.44    |
| Idioma inglés   | 0.57    | 0.96     | 0.45    |
| Idioma árabe    | 0.09    | 0.35     | 0.01    |
| Idioma italiano | 0.03    | 0.10     | 0.006   |
| otra lengua     | 0.12    | 0.35     | 0.04    |

## Fuente
- Oficina Nacional del Censo (1958). Tercer Censo Nacional de Población, 1950.